# تشارلز باتلر
تشارلز باتلر (18 سبتمبر 1854 - 10 يونيو 1937) (بالإنجليزية: Charles Butler)‏ هو لاعب كريكت أسترالي.

## وصلات خارجية
- تشارلز باتلر على موقع إي آس بي آن كريك إنفو (الإنجليزية)